# Gert Trasha
Gert Trasha (Elbasan, 31 januari 1988) is een Albanees gewichtheffer, actief in de klasse tot 62 kg.
Hij heeft in zijn leeftijdsklasse enkele Europese records op zijn naam staan.
Als zestienjarige kwalificeerde hij zich voor de Olympische Zomerspelen in Athene in 2004. Met een totaal van 255 kg behaalde hij een 13e plaats in zijn gewichtsklasse. In 2006 eindigde hij 24e op het wereldkampioenschap gewichtheffen in Santo Domingo. 
Op de Olympische Spelen in Peking in 2008 liet hij geen enkele geldige poging optekenen bij het trekken in de klasse van de lichtgewichten.